# Niederländische Badmintonmeisterschaft 1978
Die Niederländische Badmintonmeisterschaft 1978 fand bereits vom 9. bis zum 11. Dezember 1977 in Utrecht statt.

## Finalergebnisse
| Disziplin    | Sieger                          | Finalist                            | Ergebnis    |
| ------------ | ------------------------------- | ----------------------------------- | ----------- |
| Herreneinzel | Rob Ridder                      | Guus van der Vlugt                  | 15-2, 15-8  |
| Dameneinzel  | Joke van Beusekom               | Marjan Ridder                       | 11-1, 12-10 |
| Herrendoppel | Rob Ridder Piet Ridder          | Boudewijn Ridder Guus van der Vlugt | 15-3, 15-10 |
| Damendoppel  | Joke van Beusekom Marjan Ridder | Hanke de Kort Marja Ravelli         | 15-5, 15-2  |
| Mixed        | Rob Ridder Marjan Ridder        | Guus van der Vlugt Marja Ravelli    | 15-4, 15-6  |